# رون هنت (لاعب كرة قدم)
رون هنت (بالإنجليزية: Ron Hunt)‏ (26 سبتمبر 1933 بكولشيستر في المملكة المتحدة - 1 أبريل 1999) هو لاعب كرة قدم بريطاني في مركز نصف الجناح. لعب مع كولتشستر يونايتد.